# 한준규
한준규(1996년 2월 10일 ~ )은 대한민국의 축구 선수이다. 포지션은 미드필더이다. 현 K리그2의 부산 아이파크 소속이다.